# Cão Lutador da Córdoba
O Cão Lutador da Córdoba é uma extinta raça de cães de combate originária de Córdoba na Argentina. Através do cruzamento com outras raças, foi aperfeiçoado pelos irmãos Martinez dando origem ao dogo argentino.

## História

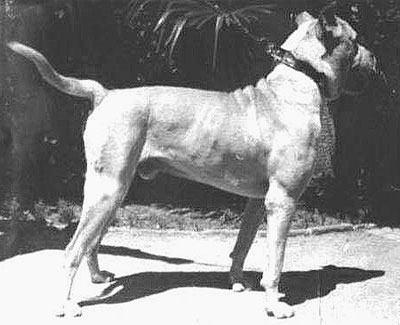
Cão lutador da Córdoba

O extinto cão lutador da córdoba foi criado a partir do cruzamento entre o mastim espanhol, bull and terrier, boxer e o antigo bulldog inglês. Surgiu em Córdoba, no século XX. Era conhecido por seu desejo de lutar até a morte e por possuir alta tolerância a dor. A raça era tão agressiva contra outros cães, que os machos e as fêmeas preferiam lutar entre eles do que acasalar. Isto, somado ao alto número de mortes em combate e a diluição do seu pool genético, levou à sua extinção. A raça era capaz de caçar em dupla, composta por macho e fêmea. O cão lutador de Córdoba, cruzado com outras raças, deu origem ao dogo argentino.